# Bój pod Pawłówką

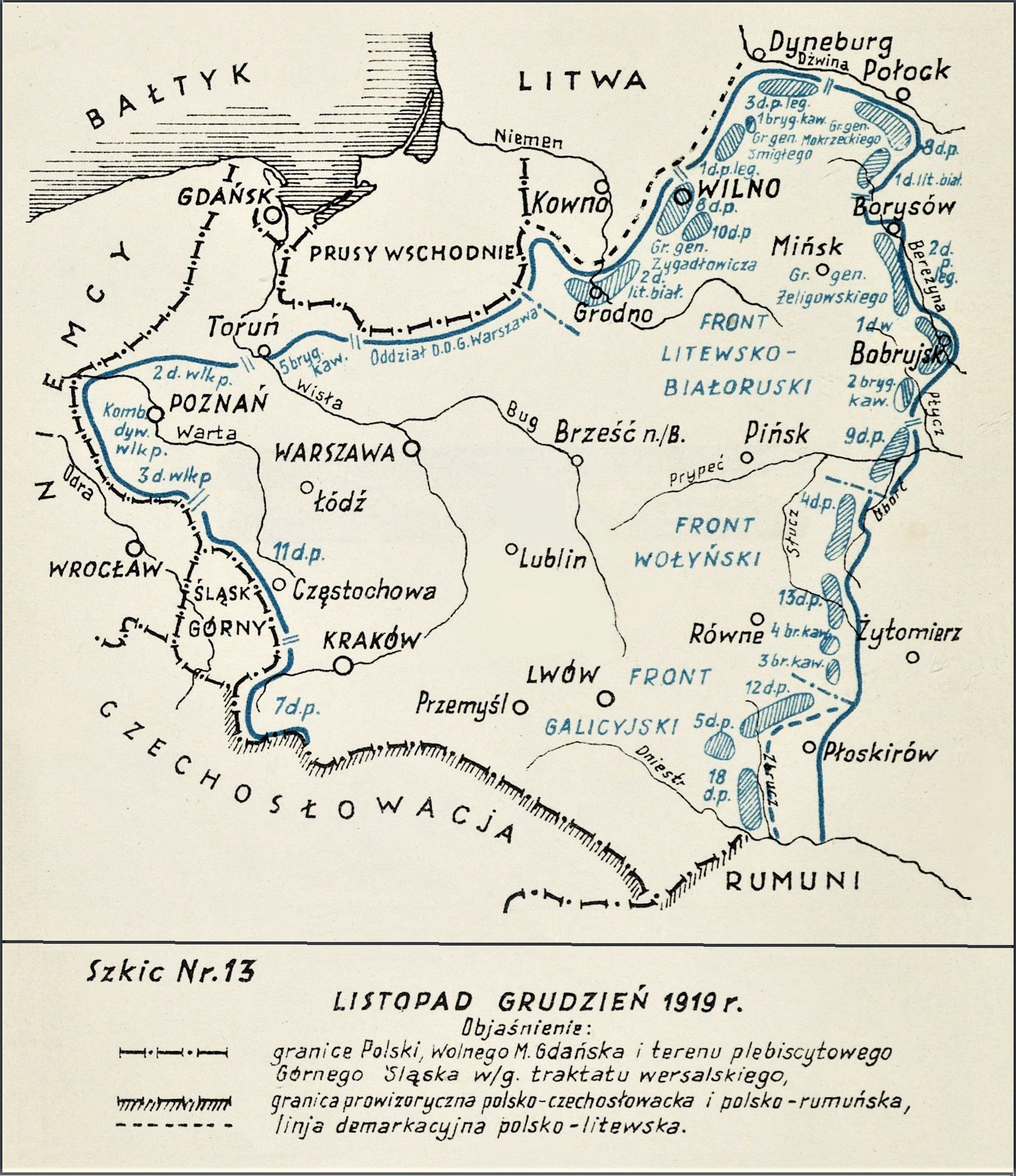
Adam Przybylski,
Wojna Polska 1918–1921

Bój pod Pawłówką – walki pododdziałów 22 pułku piechoty ppłk. Władysława Grabowskiego z oddziałami sowieckiej  47 Dywizji Strzelców w czasie kampanii zimowej w okresie wojny polsko-bolszewickiej.

## Geneza
Zimą 1919/1920 na froncie polsko-sowieckim odnotowywano tylko działania lokalne. Linia frontu była rozciągnięta od środkowej Dźwiny, wzdłuż Berezyny, Uborci, Słuczy, po Dniestr. Zastój w działaniach wojennych obie strony wykorzystywały na przygotowanie się do decydujących rozstrzygnięć militarnych planowanych na wiosnę i lato 1920.  
9 Dywizja Piechoty zajmowała stanowiska na prawym brzegu Uborci. Jej 22 pułk piechoty obsadzał 75 kilometrowy odcinek frontu na linii Kruszniki – Buda – Sokołodniki – Machnowicze – Śnickie Pole – Stodolicze – Kartenicze – Bobrowe. W jego ugrupowaniu działał 4 Wołyński dywizjon strzelców konnych mjr. Feliksa Jaworskiego. Pododdziały ogólnowojskowe wspierała 4 bateria 7 pułku artylerii polowej i 1 bateria 9 pułku artylerii polowej. Na północy sąsiadem pułku był 34 pułk piechoty, a na południu patrolami kawalerii utrzymywano łączność z lewoskrzydłowymi oddziałami Frontu Wołyńskiego.

## Walczące wojska
| Jednostka                     | Dowódca                  | Podporządkowanie     |
| Wojsko Polskie                |                          |                      |
| dowództwo 9 Dywizji Piechoty  | płk Władysław Sikorski   | Front Lit. Biał.     |
| ⇒ 22 pułk piechoty            | ppłk Władysław Grabowski | 9 Dywizja Piechoty   |
| → 4/22 pułku piechoty         | kpt. Zawadzki            | 22 pułk piechoty     |
| działon Flotylii Pińskiej     |                          | 4/22 pp              |
| Armia Czerwona                |                          |                      |
| 47 Dywizja Strzelców          | I.I. Smolin              | 12 Armia             |
| → 139 BS (415., 416., 417 ps) |                          | 47 Dywizja Strzelców |

## Walki pod Pawłówką
Kontynuując akcję oczyszczania przedpola i utrudniania przeciwnikowi przygotowań do działań zaczepnych, dowódca 22 pułku piechoty ppłk Władysław Grabowski nakazał przygotowanie kolejnych trzech wypadów, w tym między innymi na Pawłówkę i Remiezy. Przeprowadzić go miała 4 kompania pułku kpt. Bolesława Zawadzkiego, wzmocniona działonem ze składu Flotylli Pińskiej. 21 stycznia 1921 oddział wypadowy ruszył w kierunku obiektu ataku. Maszerując skrycie lasami, nie został zauważony przez placówki sowieckie i o zmroku stanął w Pawłówce-Remiezach. Z rozmów prowadzonych z miejscową ludnością wynikało, że w pobliżu kwateruje sztab 139 Brygady Strzelców oraz jej 415 i 416 pułki strzelców, wzmocnione baterią artylerii.
Nocą dwa plutony: podporucznika Bronisława Kowalczewskiego i podchorążego Ptaszyńskiego ruszyły do szturmu, a jeden ubezpieczał tyły oddziału. Ogień otworzyła też armatka górska. Zaskoczeni Sowieci nie stawiali oporu. Zdobyto kompletną baterię z jaszczami pełnymi amunicji, trzy ckm-y, sprzęt telefoniczny i tabory 138 Brygady Strzelców. Do niewoli wzięto 22 jeńców.

Komunikat prasowy Sztabu Generalnego z  25 stycznia 1920 donosił:

Na odcinku poleskim mały nasz oddział, pod dowództwem kapitana Zawadzkiego, niezwykle śmiałym wypadem zaskoczył bolszewików we wsi Remczyce, zgromadzonych w znacznej sile dla zaatakowania naszych pozycyj. Zdobyto 3 armaty z zaprzęgiem, 3 karabiny maszynowe, wiele amunicji i sprzętu telefonicznego, oraz wzięto większą liczbę jeńców.